# Devil's Crown
Devil's Crown o The Devil's Crown, chiamato The Devils Crown su schermo, è un videogioco pubblicato nel 1985 per Amstrad CPC dalla Probe Software e per ZX Spectrum dalla Mastertronic. Sulle confezioni l'edizione Probe usa i titoli The Devil's Crown o The Devils Crown e quella Mastertronic Devil's Crown.
Il gioco è un'avventura dinamica ambientata all'interno di un relitto affondato di una nave pirata, dove il protagonista guida un piccolo veicolo subacqueo.

## Trama
Secondo la leggenda, quando i pirati rimossero tutte le pietre preziose dalla corona maledetta (la "corona del diavolo" del titolo), apparve un diavolo che li uccise e affondò la nave con il suo tesoro. Ora il relitto è stato rintracciato e il protagonista si avventura al suo interno per trovare le sette pietre e ricomporre la corona.

## Modalità di gioco
Si controlla un subacqueo seduto su un mini sommergibile, che può fluttuare in tutte le direzioni, tendendo a scendere in basso se non controllato, e può sparare in orizzontale o diagonale. Lo scenario è un labirinto multischermo di stanze della nave (la confezione dichiara che sono 40, ma sono 36 su tre ponti), con visuale laterale, collegate da porte. Le stanze hanno tutte conformazioni diverse e contengono una varietà di ostacoli e piattaforme sulle quali ci si può posare.
Il subacqueo ha una riserva di ossigeno, il cui esaurimento pone fine alla partita. L'ossigeno fa anche da energia vitale e si riduce rapidamente al contatto con i pericoli oltre che lentamente al consumo. Nello scenario si possono trovare ricariche. Anche l'arma ha munizioni limitate, che si recuperano raccogliendo ricariche.
Il tipo di nemico più comune è un pesce feroce che si trova in ogni stanza e può inseguire il subacqueo. Il fantasma è anch'esso capace di inseguire e può scambiare gli oggetti del giocatore. Vari altri pericoli possono far parte dello scenario, come alabarde taglienti da non toccare. Alcune stanze sono completamente buie e bisogna procedervi alla cieca, potendo vedere solo sé stessi e i nemici.
Si può raccogliere e trasportare un solo oggetto alla volta, eventualmente lasciando quello precedente al posto del nuovo. Il primo obiettivo è trovare un certo tipo di oggetti comuni della nave e rimetterli al loro posto in una certa stanza. Il punto in cui depositarli è rappresentato da un'immagine lampeggiante dell'oggetto. Man mano che si radunano questi oggetti di vari tipi si ha la possibilità di fare lo stesso, una alla volta, anche con le pietre preziose della corona. Per completare il gioco bisogna metterle a posto tutte e sette.
Due righe di testo in inglese sotto l'inquadratura dicono una il nome della stanza attuale e una il prossimo tipo di oggetto da trovare, oppure l'oggetto attualmente trasportato.

## Accoglienza
Devil's Crown fu accolto in modo molto variabile, in media moderatamente positivo, dalla stampa di settore europea del tempo; le medie dei voti delle riviste sono sul 60% o poco più per lo ZX Spectrum e 70% o poco più per l'Amstrad CPC.
La versione ZX Spectrum ottenne ad esempio un 25% da Zzap!, che lo giudicò molto male da tutti i punti di vista, mentre fu apprezzata da MCmicrocomputer, che sebbene non fosse molto originale lo ritenne appassionante, ben giocabile e ben realizzato graficamente.
Come genere di gioco è stato accostato a Sorcery.